# Uruguay ved sommer-OL 1928
Uruguay deltager i Sommer-OL 1928 i Amsterdam. Uruguay kom på en delt 24 plads og fik en guldmedalje. Uruguay deltog med 22 sportsudøvere.

## Medaljer
| 1928    | Guld | Sølv | Bronze | Total |
| Uruguay | 1    | 0    | 0      | 1     |

## Medaljevindere
| Uruguay under OL 1928 i Amsterdam | Uruguay under OL 1928 i Amsterdam | Uruguay under OL 1928 i Amsterdam | Uruguay under OL 1928 i Amsterdam | Uruguay under OL 1928 i Amsterdam                                                                                     |
| Medaljer                          | Udøver | Sport                             | Øvelse                            | Resultat |
| --------------------------------- | --- | --------------------------------- | --------------------------------- | --- |
| Guld                              | José Andrade Juan Anselmo Pedro Arispe Juan Arremón Venancio Bartibás Fausto Batignani René Borjas Antonio Campolo Adhemar Canavesi Héctor Castro Pedro Cea Lorenzo Fernández Roberto Figueroa Alvaro Gestido Andrés Mazali Angel Melogno José Nasazzi Pedro Petrone Juan Piriz Hector Scarone Domingo Tejera Santos Urdinarán | fodbold                           | fodbold, mænd                     | ottendedelsfinale: 2-0 Holland kvartfinale: 4-1 Tyskland semifinale: 3-2 Italien finaler: 1-1 Argentina 2-1 Argentina |

## Links
- montevideo.com.uy (spansk)